# Ken Naganuma
Ken Naganuma (長沼 健 Naganuma Ken?,  5 de septiembre de 1930 en Hiroshima, Hiroshima, Imperio del Japón - 2 de junio de 2008 en Minato, Tokio, Japón) fue un futbolista japonés que se desempeñaba como delantero.
Naganuma jugó 4 veces para la selección de fútbol de Japón entre 1954 y 1961. Fue elegido para integrar la selección nacional de Japón para los Juegos Olímpicos de Verano de 1956.

## Trayectoria

### Clubes
| Club              | País  | Año         |
| ----------------- | ----- | ----------- |
| Furukawa Electric | Japón | 1955 - 1967 |

### Selección nacional
| Selección | País  | Año         |
| --------- | ----- | ----------- |
| Absoluta  | Japón | 1954 - 1961 |

## Estadística de equipo nacional
| Selección de Japón | Selección de Japón | Selección de Japón |
| Año                | Part.              | Goles              |
| ------------------ | ------------------ | ------------------ |
| 1954               | 2                  | 1                  |
| 1955               | 0                  | 0                  |
| 1956               | 0                  | 0                  |
| 1957               | 0                  | 0                  |
| 1958               | 1                  | 0                  |
| 1959               | 0                  | 0                  |
| 1960               | 0                  | 0                  |
| 1961               | 1                  | 0                  |
| Total              | 4                  | 1                  |

## Palmarés

### Títulos nacionales
| Título             | Club              | País  | Año  |
| ------------------ | ----------------- | ----- | ---- |
| Copa del Emperador | Furukawa Electric | Japón | 1960 |
| Copa del Emperador | Furukawa Electric | Japón | 1961 |
| Copa del Emperador | Furukawa Electric | Japón | 1964 |

### Distinciones individuales
| Distinción                                      | Año  |
| ----------------------------------------------- | ---- |
| Inducido al Salón de la Fama del fútbol japonés | 2005 |